# Микола Кисіль

Варіант гербу Кисіль (Світольдич, Намет)

Микола Григорович Кисі́ль із Брусилова герба Світольдич (бл. 1605 — 11 березня 1651) — молодший брат Адама Киселя, полковник реєстрового козацтва. Представник українського шляхетського роду Киселів.

## Життєпис
Народився близько 1605 року. Походив із волинського шляхетського роду Киселів. Син володимирського підсудка Григорія Гнівошовича Киселя-Низкиницького та його дружини Терези Іваницької. Навчався в академії в Замості. Після смерти батьків був під опікою старшого брата. Подорослішавши, став його правою рукою на тривалий час.
Був важко поранений у битві зі шведами під Ґнєвом 1628 року. Під час війни з московитами (під Смоленськом) 1634 року був ротмістром. Отримав надання маєтку в Чернієві, 1635 року став хорунжим Новгород-Сіверського повіту. 1648 року після очолення братом Адамом комісії козацької керував своєю корогвою як ескортом комісії в серпні-вересні на Волині, маючи сутички з повстанцями, які не виконували наказів Богдана Хмельницького. Під Острогом дав як заручників 5 козаків своєї хоругви козакам-повстанцям; вони були страчені після нападу відділу князя Яреми Вишневецького на Острог. Після фіаско комісії брав участь у Пилявецькій битві проти повстанців. Втікачі-шляхтичі з Чернігівського воєводства обрали його послом на виборний сейм, де був одним з найактивніших промовців, вважаючи необхідним швидке відновлення війська.
Разом із братом, маючи посаду новгород-сіверського хорунжого, як член комісії козацької в січні вирушив до гетьмана Б. Хмельницького, який прийняв їх у Переяславі в лютому 1649 року. Перебував в обложеному Збаражі, кілька разів виїжджав до Б. Хмельницького як посол. В 1650 році отримав Черкаське, Синицьке староства, відступлені братом (титулярні посади через контроль над ними гетьманців), звання полковника реєстровців (Й. К. М.). У серпні 1650 був послом від короля до Б. Хмельницького, щоб відвернути його зближення з турками.
На початку 1651 року взяв участь у зимовій кампанії Марціна Калиновського (атака на Красне). Загинув під Вінницею 11 березня 1651 року, ведучи в атаку свою корогву через ледь затягнутий льодом на ставі, прикритий соломою за наказом Івана Богуна, виконуючи необдуманий наказ коронного гетьмана (за іншими даними — полковника С. Лянцкоронського, до складу його полку входила хоругва М. Киселя).
Був похований у церкві Успенського монастиря в Низкиничах, зберігся саркофаг.

### Сім'я
Дружина — Олена (Гелена) із Заленжа Ґрудзінська (пом. 1668). Діти: 
- Володимир — київський підстолій; у листі до коронного канцлера Адам Кисіль прохав, щоб Черкаське староство було відступлене сину брата Миколи, але, не сподіваючись на успіх, відступив його Миколаєві Потоцькому[2],
- Олена Іларія — дружина брацлавського каштеляна Данієля Стемпковского. У деяких джерелах його діяльність помилково приписали Юрієві, Григорієві Киселям.